# Annarita Sparaciariová
Annarita Sparaciariová (* 3. března 1959 Ancona, Itálie) je bývalá italská sportovní šermířka, která se specializovala na šerm fleretem. Itálii reprezentovala v sedmdesátých a osmdesátých letech. Na olympijských hrách startovala v roce 1980 v soutěži jednotlivkyň a družstev. V roce 1985 obsadila třetí místo na mistrovství světa a v roce 1981 získala titul mistryně Evropy v soutěži jednotlivkyň. S italským družstvem fleretistek vybojovala v roce 1982 titul mistryň světa.